# 中国科学院城市环境研究所
中国科学院城市环境研究所是中华人民共和国的一所城市环境综合研究机构，是中国科学院的直属研究单位，位于福建省厦门市集美区集美大道1799号。